# Pradosia mutisii
Pradosia mutisii – gatunek rośliny należący do rodziny sączyńcowatych. Jest gatunkiem, który występował na terenie Kolumbii. Obecnie uważa się go za wymarły.